# Покинутий
«Покинутий» («Forsaken») — американський кінофільм-вестерн 2015 року, знятий режисером Джоном Кассаром, з Кіфером Сазерлендом у головній ролі.

## Сюжет
1870-ті роки. Ветеран громадянської війни, і колишній найманий вбивця Джон Генрі Клейтон (Кіфер Сазерленд) повертається додому після 10 років відсутності, щоб налагодити стосунки зі своїм батьком-священником (Дональд Сазерленд). У той же самий час у місті набирає силу банда жорстокого Джеймса МакКуді (Брайан Кокс), який намірився за копійки скупити всі місцеві ферми і встановити в місті свої порядки. Давно розчарованому у своєму житті неприкаяному герою доведеться подолати самого себе, щоб вступити, нарешті, в нерівну сутичку з бандою, поклавши край беззаконню.

## У ролях
- Кіфер Сазерленд — Джон Генрі Клейтон
- Дональд Сазерленд — преподобний Семюел Клейтон
- Браян Кокс — Джеймс Маккард
- Майкл Вінкотт — Дейв Тернер
- Аарон Пул — Френка Тіллман
- Демі Мур — Мері Еліс Вотсон
- Грег Елліс — Том Вотсон
- Шивон Вільямс — Емілі Чедвік
- Ділан Сміт — Маленький Нед
- Кріс Іпполіто — Боб Вотерс
- Лендон Лібуарон — Вілл Пікард
- Веслі Морган — Сем Гетч
- Крістофер Розамонд — Деніел Пітерсон
- Майкл Терріо — Док Міллер

## Знімальна група
- Режисер — Джон Кассар
- Сценарій — Бред Мірман
- Продюсери — Ізабелла Маркезе Рагона, Білл Маркс, Гері Гаусем, Кевін Деволт, Джош Міллер
- Оператор-постановник — Рене Охаші
- Монтаж — Сьюзен Шиптон
- Композитор — Джонатан Голдсміт